# Aydınspor
L'Aydınspor Kulübü est un club turc de football, fondé en 1966 est basé à Aydın.

## Historique
- 1966 : fondation du club

Le club évolue en première division pendant trois saisons, de 1990 à 1993. Il se classe cinquième du championnat lors de la saison 1991-1992, avec 13 victoires, 5 nuls et 12 défaites, ce qui constitue sa meilleure performance.

## Parcours
- Championnat de Turquie D1 : 1990-1993
- Championnat de Turquie D2 : 1966-1984, 1985-1990, 1993-2002

## Joueurs emblématiques
- Hakan Söyler
- İsa Turan
- Tahar Chérif El-Ouazzani  : 1990-1992
- Djamel Amani  : 1990-1995
- khelifa belhaouchet  : 1991-1992
- Kamel Kadri : 1992-1994
- Khaled Lounici : 1992-1994
- Noureddine Neggazi : 1991-1992